# 高修仪 (完颜亮)
高修仪，金朝海陵王完颜亮妃嫔。
父亲高耶鲁瓦，母亲完颜氏。高氏原是宗室完颜糺里妻子。1150年，糺里的哥哥完颜秉德被完颜亮处死，糺里亦死。完颜亮将高氏纳入后宫，封修仪。其父高耶鲁瓦加封辅国上将军，母完颜氏封密国夫人。金熙宗时，完颜亮曾见悼平皇后干政。亮篡位后，不让太后和嬪妃干政。高氏以家事求于完颜亮，完颜亮将高氏遣返娘家，並诏尚书省，凡后妃有请于宰相者，收押上稟。